# 勞利伊
勞利伊（英語：Lauliʻi）是美屬薩摩亞圖圖伊拉島東側的一座村莊。它位於蘇奧縣。
根據2010年美國人口普查的結果顯示，勞利埃的居民人數為892人，低於2000年紀錄的937人。
2018年5月6日，耶穌基督後期聖徒教會在勞利伊成立。在其成立之前，該教會成員與奧圖的其他教徒一起進行禮拜。